# Prémio Giuseppe Bartolozzi
O Prémio Giuseppe Bartolozzi é um prémio bianual atribuído pela Unione Matematica Italiana a matemáticos italianos com menos de 34 anos de idade.
Este prémio foi criado em homenagem ao matemático italiano Giuseppe Bartolozzi (1905 - 1982).

## Laureados[2]
- 1969 Giuseppe Da Prato
- 1971 Giorgio Talenti
- 1973 Sergio Spagnolo
- 1975 Maurizio Cornalba
- 1977 Rosario Strano
- 1979 Mariano Giaquinta
- 1981 Angelo Marcello Anile
- 1983 Fabrizio Catanese
- 1985 Daniele Struppa
- 1987 Alessandra Lunardi
- 1989 Marco Abate
- 1991 Luigi Ambrosio
- 1993 Stefano Demichelis
- 1995 Francesco Amoroso
- 1997 Lucia Caporaso
- 1999 Marco Manetti
- 2001 Giovanni Leoni
- 2003 Carlo Maria Mantegazza
- 2005 Giuseppe Mingione
- 2007 Annalisa Buffa
- 2009 Valentino Tosatti
- 2011 não atribuído
- 2013 Gianluca Crippa
- 2015 Emanuele Spadaro
- 2017 Andrea Mondino
- 2019 Maria Colombo